# Сімейство множин
Множина — одне з ключових понять математики, зокрема, теорії множин і логіки.

## Сімейство множин
Нехай U — універсальна множина. Якщо кожному натуральному числу n взаємно однозначно поставити у відповідність деяку підмножину An⊆U, то тим самим буде визначено послідовність множин A1, …, An, … або, в короткому записі, (An) n∈N. Припустимо тепер, що замість множини Н натуральних чисел задано довільну множину І і кожному елементу i∈I взаємно однозначно поставлено у відповідність підмножину Ai⊆U. Тоді кажуть, що задано (індексоване) сімейство множин (Ai) i∈I. Множину J називають множиною індексів, а множини Ai — елементами сімейства (Ai) i∈І.
У разі I∈Н отримуємо послідовність множин, або зліченне сімейство множин; якщо множина I скінченна, отримуємо скінченне сімейство множин. Таким чином, сімейство (Ai) i∈І визначено, якщо задано відображення ν: I → 2U
Відзначимо, що будь-яку множину, елементами якої є деякі підмножини універсальної множини U, тобто будь-яка множина A⊆2U, можна вважати сімейством (Ai) i∈I, де I = A, a ν — тотожне відображення множини А на себе.

### Двоїстість відкритих і замкнутих множин

#### Теорема
Для того щоб множина E ⊃Rn була замкнутою, необхідно і достатньо, щоб її доповнення G≡cF було відкритим.

#### Доведення
Необхідність. Нехай E замкнута і x — довільна точка з G. Доведемо, що вона буде внутрішньою в G. Оскільки x∉E, то вона не буде граничною точкою для E і знайдеться такий її окіл Ux, який не містить жодної точки з E. Отже, цей окіл повністю міститься в G, так що x — внутрішня точка G.
Достатність. Припустимо тепер, що G — відкрита. Доведемо тоді, що E — замкнута. Для цього достатньо показати, що будь-яка точка x, яка не належить E, не буде граничною для E. Якщо x∉E, то x∈G, а оскільки G відкрита, то знайдеться окіл Ux⊂G. Він не буде містити точок з E, так що x не є граничною для Е.

### Відкриті множини та їх властивості
Множина всіх точок х простору Рn, таких, що |x-x0|<ρ, ρ>0, називається відкритою кулею з центром у точці x0 і радіусом ρ. Ця куля також називається ρ-околом точки x0 і позначається B(x0, ρ).
Відкриті множини в просторі Rn мають такі властивості:
1. Порожня множина ∅ і весь простір Rn відкриті;
2. Перетин будь-якого скінченного числа відкритих множин також відкритий;
3. Об'єднання сімейства Gα α∈A відкритих множин також відкрите.